# Chamaedorea
Chamaedorea é um género botânico pertencente à família Arecaceae.

## Espécies
| - Chamaedorea adscendens (Dammer) Burret - Chamaedorea allenii L.H.Bailey - Chamaedorea alternans H.Wendl. - Chamaedorea amabilis H.Wendl. ex Dammer - Chamaedorea anemophila Hodel - Chamaedorea angustisecta Burret - Chamaedorea arenbergiana H.Wendl. - Chamaedorea atrovirens Mart. - Chamaedorea benziei Hodel - Chamaedorea binderi Hodel - Chamaedorea brachyclada H.Wendl. - Chamaedorea brachypoda Standl. & Steyerm. - Chamaedorea carchensis Standl. & Steyerm. - Chamaedorea castillo-montii Hodel - Chamaedorea cataractarum Mart. - Chamaedorea christinae Hodel - Chamaedorea correae Hodel & N.W.Uhl - Chamaedorea costaricana Oerst. - Chamaedorea crucensis Hodel - Chamaedorea dammeriana Burret - Chamaedorea deckeriana (Klotzsch) Hemsl. - Chamaedorea deneversiana Grayum & Hodel - Chamaedorea elatior Mart. - Chamaedorea elegans Mart. - Chamaedorea ernesti-augusti H.Wendl. - Chamaedorea falcifera H.E.Moore - Chamaedorea foveata Hodel - Chamaedorea fractiflexa Hodel & Cast.Mont - Chamaedorea fragrans Mart. - Chamaedorea frondosa Hodel, Cast.Mont & Zúñiga - Chamaedorea geonomiformis H.Wendl. - Chamaedorea glaucifolia H.Wendl. - Chamaedorea graminifolia H.Wendl. - Chamaedorea guntheriana Hodel & N.W.Uhl - Chamaedorea hodelii Grayum - Chamaedorea hooperiana Hodel - Chamaedorea ibarrae Hodel - Chamaedorea incrustata Hodel, G.Herrera & Casc.Mont - Chamaedorea keelerorum Hodel & Cast.Mont - Chamaedorea klotzschiana H.Wendl. - Chamaedorea latisecta (H.E.Moore) A.H.Gentry - Chamaedorea lehmannii Burret - Chamaedorea liebmannii Mart. - Chamaedorea linearis (Ruiz & Pav.) Mart. - Chamaedorea lucidifrons L.H.Bailey - Chamaedorea macrospadix Oerst. - Chamaedorea matae Hodel - Chamaedorea metallica O.F.Cook ex H.E.Moore - Chamaedorea microphylla H.Wendl. - Chamaedorea microspadix Burret - Chamaedorea moliniana Hodel, Cast.Mont & Zúñiga - Chamaedorea murriensis Galeano - Chamaedorea nationsiana Hodel & Cast.Mont - Chamaedorea neurochlamys Burret | - Chamaedorea nubium Standl. & Steyerm. - Chamaedorea oblongata Mart. - Chamaedorea oreophila Mart. - Chamaedorea pachecoana Standl. & Steyerm. - Chamaedorea palmeriana Hodel & N.W.Uhl - Chamaedorea parvifolia Burret - Chamaedorea parvisecta Burret - Chamaedorea pauciflora Mart. - Chamaedorea pedunculata Hodel & N.W.Uhl - Chamaedorea pinnatifrons (Jacq.) Oerst. - Chamaedorea piscifolia Hodel, G.Herrera & Casc. - Chamaedorea pittieri L.H.Bailey - Chamaedorea plumosa Hodel - Chamaedorea pochutlensis Liebm. - Chamaedorea ponderosa Hodel - Chamaedorea pumila H.Wendl. ex Dammer - Chamaedorea pygmaea H.Wendl. - Chamaedorea queroana Hodel - Chamaedorea radicalis Mart. - Chamaedorea recurvata Hodel - Chamaedorea rhizomatosa Hodel - Chamaedorea ricardoi R.Bernal, Galeano & Hodel - Chamaedorea rigida H.Wendl. ex Dammer - Chamaedorea robertii Hodel & N.W.Uhl - Chamaedorea rojasiana Standl. & Steyerm. - Chamaedorea rosibeliae Hodel, G.Herrera & Casc. - Chamaedorea rossteniorum Hodel, G.Herrera & Casc. - Chamaedorea sartorii Liebm. - Chamaedorea scheryi L.H.Bailey - Chamaedorea schiedeana Mart. - Chamaedorea schippii Burret - Chamaedorea seifrizii Burret - Chamaedorea selvae Hodel - Chamaedorea serpens Hodel - Chamaedorea simplex Burret - Chamaedorea skutchii Standl. & Steyerm. - Chamaedorea smithii A.H.Gentry - Chamaedorea stenocarpa Standl. & Steyerm. - Chamaedorea stolonifera H.Wendl. ex Hook.f. - Chamaedorea stricta Standl. & Steyerm. - Chamaedorea subjectifolia Hodel - Chamaedorea tenerrima Burret - Chamaedorea tepejilote Liebm. - Chamaedorea tuerckheimii (Dammer) Burret - Chamaedorea undulatifolia Hodel & N.W.Uhl - Chamaedorea verapazensis Hodel & Cast.Mont - Chamaedorea verecunda Grayum & Hodel - Chamaedorea volcanensis Hodel & Cast.Mont - Chamaedorea vulgata Standl. & Steyerm. - Chamaedorea warscewiczii H.Wendl. - Chamaedorea whitelockiana Hodel & N.W.Uhl - Chamaedorea woodsoniana L.H.Bailey - Chamaedorea zamorae Hodel |